# Rhagonycha nigriceps
Rhagonycha nigriceps – gatunek chrząszcza z rodziny omomiłkowatych i podrodziny Cantharinae.

## Taksonomia
Gatunek ten opisany został po raz pierwszy w 1838 roku przez Josepha Waltla pod nazwą Cantharis nigriceps.

## Morfologia
Chrząszcz o wydłużonym ciele długości od 7,5 do 11 mm. Głowę ma całą czarną lub w tylnej części czarną, a w pozostałej żółtobrązową. Czułki są ubarwione ciemno z żółtobrązowym członem podstawowym i mają człon trzeci znacznie dłuższy od drugiego. Na głowie brak jest guzka między nasadami czułków. Przedplecze ma zaokrągloną krawędź przednią, niezaostrzone kąty tylne i niewklęsłą krawędź tylną. Ubarwione jest jednolicie pomarańczowo. Pokrywy są żółtobrązowe. Spód ciała jest czarny. Odnóża bywają żółtobrązowe lub czarne i mają rozdwojone wierzchołki wszystkich pazurków. Genitalia samca mają edeagus zaopatrzony w tarczkę grzbietową.

## Ekologia i występowanie
Owad głównie górski, obecny też na pogórzach. Rozmieszczony jest na rzędnych od 400 m n.p.m. do około 2400 m n.p.m. Osobniki dorosłe obserwuje się od maja do sierpnia ze szczytem pojawu w lipcu.
Gatunek palearktyczny, znany z Hiszpanii, Francji, Niemiec, Szwajcarii, Austrii, Włoch, Polski, Czech, Słowacji, Węgier, Ukrainy, Rumunii, Serbii, Grecji, Turcji i Iranu. W Polsce podawany jest z Pienin, Beskidu Sądeckiego, Gór Sanocko-Turczańskich i Bieszczadów. Niepewne dane pochodzą z Tatr.